# 梅森徹
梅森 徹（うめもり とおる、1960年〈昭和35年〉6月23日 - ）は、日本の中央銀行員、団体役員。独立行政法人勤労者退職金共済機構理事長。
全国地方銀行協会常務理事や日本銀行名古屋支店長などを歴任。

## 来歴
山口県岩国市に出生。広島学院高等学校を経て、1983年（昭和58年）3月、東京大学法学部を卒業し、同年4月、日本銀行に入行。東京大学在学中には東京大学法律相談所の幹事長を務めた。
入行後、政策委員会室審議役（国会・広報総括）、企画局審議役、発券局長などを歴任。主に信用秩序維持政策や金融政策の企画に従事したほか、大蔵省銀行局への出向、イギリス留学、フランクフルト事務所等の海外勤務を経験。信用秩序維持政策においては日本長期信用銀行等の破綻処理や銀行保有株式の買入を担当した。2010年（平成22年）7月より金融政策を担当し、「資産買入等の基金」の創設などを立案。東日本大震災発生時には「資産買入等の基金」の増額や「被災地金融機関を支援するための資金供給オペ」の創設に携わった。
2014年（平成26年）5月9日、名古屋支店長に就任。
2016年（平成28年）6月、日本銀行を退職。同月15日、全国地方銀行協会常務理事に就任。
2023年（令和5年）4月1日、独立行政法人勤労者退職金共済機構理事長に就任。

## 年譜
- 1983年（昭和58年）
  - 3月 - 東京大学法学部卒業[1]
  - 4月 - 日本銀行入行[1]
- 1996年（平成8年）6月 - 日本銀行信用機構局調査役[1]
- 2001年（平成13年）3月 - 日本銀行企画室企画第2課長[1]
- 2002年（平成14年）8月 - 日本銀行信用機構室信用機構課長[1]
- 2004年（平成16年）7月 - 日本銀行信用機構局参事役[1]
- 2005年（平成17年）7月 - 日本銀行金融機構局参事役[1]
- 2009年（平成21年）3月 - 日本銀行政策委員会室審議役（国会・広報総括）[1]
- 2010年（平成22年）7月 - 日本銀行企画局審議役[1]
- 2012年（平成24年）5月 - 日本銀行企画局審議役（企画調整）[1]
- 2013年（平成25年）4月 - 日本銀行発券局長[1]
- 2014年（平成26年）5月 - 日本銀行名古屋支店長[1][4]
- 2016年（平成28年）
  - 6月 - 日本銀行退職[1]
  - 6月 - 全国地方銀行協会常務理事[1][5]
- 2023年（令和5年）4月 - 独立行政法人勤労者退職金共済機構理事長[1]